# Smeerwortel
Smeerwortel (Symphytum) is een geslacht van planten uit de ruwbladigenfamilie (Boraginaceae). Het geslacht bevat overblijvende planten, meestal kruiden, geen struiken of bomen. De kelk is tot een kwart of geheel ingesneden. De bladeren zijn langwerpig tot lancetvormig en verspreid geplaatst.
In Nederland en België komt de gewone smeerwortel (Symphytum officinale) voor en de ruwe smeerwortel (Symphytum asperum), een soort uit de Kaukasus, is hier en daar in Nederland ingeburgerd. Ook de kruising tussen deze beide, bastaardsmeerwortel (Symphytum ×uplandicum) is soms te vinden. Daarnaast is er ook nog de knolsmeerwortel (Symphytum tuberosum).
Naast de natuurlijke soorten zijn er voor de tuin een aantal cultivars, zoals:
- Symphytum 'Azureum'
- Symphytum grandiflorum 'Goldsmith'
- Symphytum grandiflorum 'Wisley Blue'

## Medisch gebruik
Traditioneel worden zalven en omslagen of kompressen op basis van Smeerwortel ingezet bij botbreuken, verstuikingen en kneuzingen. De plant heeft dan een pijnstillende, ontstekingsremmende werking. Vroeger werd de plant ook inwendige gebruikt. In de moderne geneeskunde wordt dat afgeraden, omdat de plant ook pyrrolizidine-alkaloïde in variabele hoeveelheden bevat die in het lichaam de lever kunnen beschadigen en kankerverwekkend kunnen zijn.

## Tuinieren
In de tuin kan de plant lastig zijn vanwege zijn snelle groei en uitbreiding. Aan de andere kant kan hij goed gebruikt worden als mulch of als gier vanwege het hoge kaliumgehalte.

## Bloemdiagram

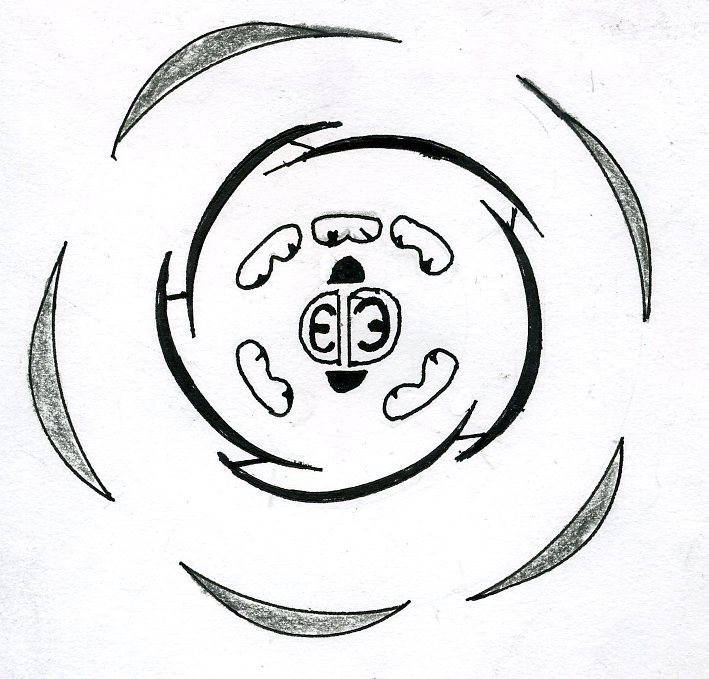